# Томас, Би Джей
Би Джей Томас (англ. Billy Joe "B.J." Thomas, 7 августа 1942 — 29 мая 2021) — американский певец. Наиболее известная песня в его исполнении — «Raindrops Keep Fallin’ on My Head» (4 недели на 1 месте в США в 1970 году).
Музыкальный сайт AllMusic характеризует его как «мягкого, мелодичного автора-исполнителя», который в конце 1960-х — 1970-х годах добился успеха как в жанре кантри, так и в жанре поп, кто «стоял на линии между поп-роком и кантри одной ногой в одном жанре и одной в другом» и записывал хиты в обоих. «В начале своей карьеры он больше склонялся к рок-н-роллу, но в середине 70-х обратился к музыке кантри, став одним из самых успешных кантри-поп звёзд десятилетия.»

## Дискография
- См. «B. J. Thomas § Discography» в английском разделе.

## Награды
- См. «B. J. Thomas § Awards» в английском разделе.

Хит 1970 года «Raindrops Keep Fallin’ on My Head» звучит также в фильме 2004 года «Человек-паук 2» — в коротком эпизоде, когда Питер Паркер прогуливается по городу.
Так же мелодию «Raindrops Keep Fallin’ on My Head» напевает героиня Людмилы Гурченко в фильме Эльдара Рязанова «Вокзал для двоих».